# Silurus soldatovi
Silurus soldatovi is een straalvinnige vissensoort uit de familie van de echte meervallen (Siluridae). De wetenschappelijke naam van de soort is voor het eerst geldig gepubliceerd in 1948 door Nikolskii & Soin.